# Acidostoma laticorne
Acidostoma laticorne är en kräftdjursart som beskrevs av Georg Ossian Sars 1879. Acidostoma laticorne ingår i släktet Acidostoma och familjen Lysianassidae. Arten är reproducerande i Sverige. Inga underarter finns listade i Catalogue of Life.